# Ladislav Legenstein
Ladislav Legenstein, né le 19 novembre 1926 en Čakovec, Croatie, ex-Royaume des Serbes, Croates et Slovènes, est un joueur de tennis autrichien et un joueur de volley-ball croate (OK Mladost Čakovec).

## Palmarès
- Premier Open des Pays-Bas à Hilversum en 1957
- Internationaux de France : huitième de finale en 1959
- Coupe Rogers : vainqueur en 1960
- Champion Mondial des Seniors (80+) en 2007